# Bildstock (Reiterswiesen, Burgstraße)

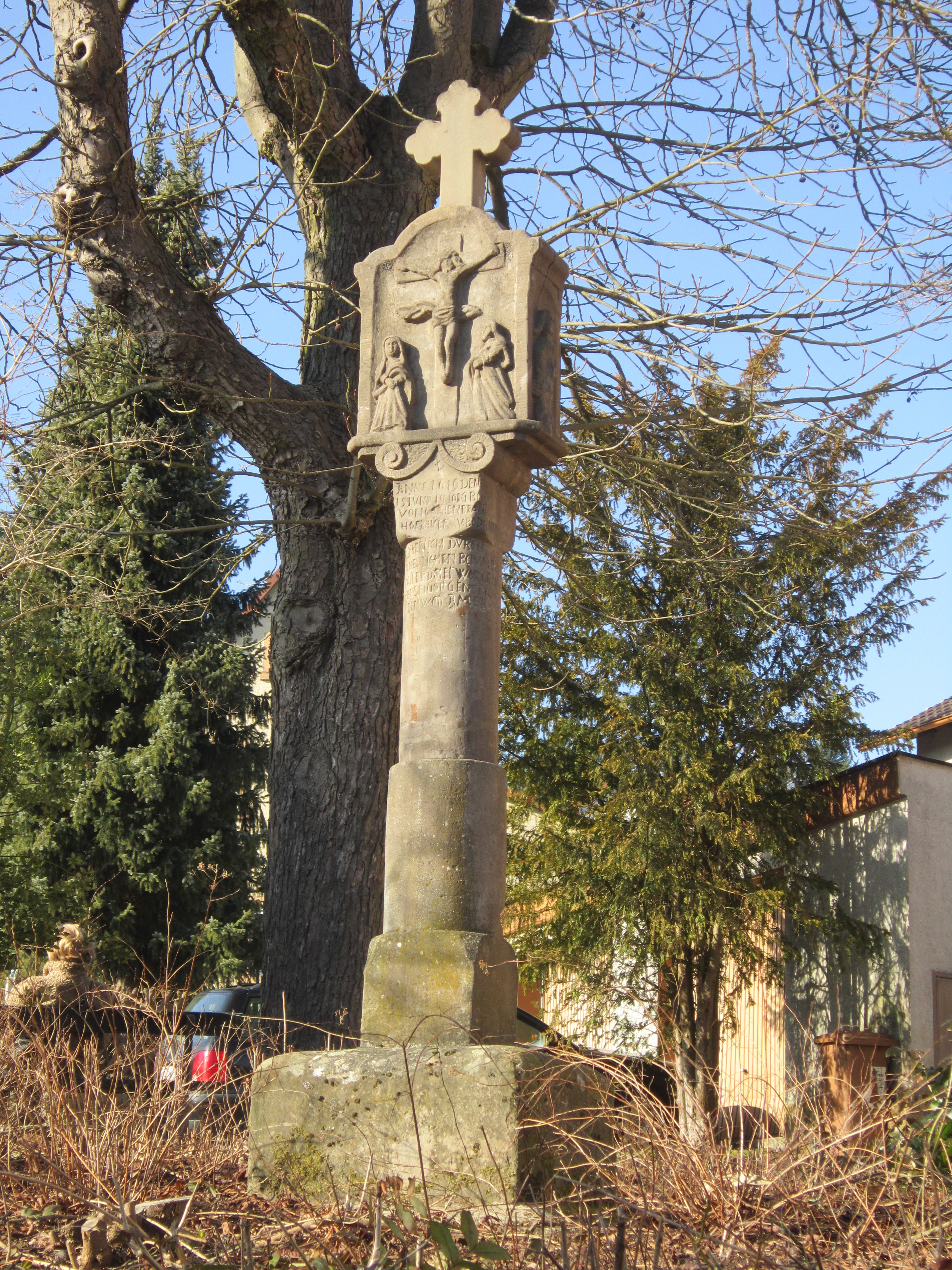
Bildstock am Beginn der Burgstraße in Reiterswiesen, Bad Kissingen.

Der Bildstock in der Burgstraße ist ein Flurdenkmal in Reiterswiesen, einem Stadtteil von Bad Kissingen, der Großen Kreisstadt des unterfränkischen Landkreises Bad Kissingen. Es gehört zu den Bad Kissinger Baudenkmälern und ist unter der Nummer D-6-72-114-234 in der Bayerischen Denkmalliste registriert.

## Geschichte
Der Bildstock besteht aus Sandstein und entstand im Jahr 1619.
Der etwa quadratische mit 40 cm Höhe trägt den 200 cm hohwn Bildstock, der aus einem einzigen Gesteinsblock herausgehauen wurde. Die Rundsäule ist 140 cm hoch, in verschiedene Abschnitte gegliedert und endet im Würfelkapitell. Der 63 cm hohe Kopfteil bildet in etwa ein Rechteck, halbrund abgeschlossen. Der Übergang zur Säule ist mit Voluten ausgeschmückt. Auf dieser Zwischenpartie zwischen Gehäuse und Schaft ist folgende Inschrift eingemeißelt:

„ANNO 1618 DEN

15 JUNII IST JORG BORST

VON GROSSENBRACH

HOPFBAVER V. BODELAW

JEMERLICH DVRCH

EINES EICHEN BAVMES

FALL ERDÖTET WORDEN

DER SEI GOTT GENEDIG

SEIN WOLL AMEN
“

Über der Inschrift befindet sich ein Steinmetzzeichen.
Die Bildnische der Vorderseite zeigt die Kreuzigung mit Assistenzfiguren. Die Seitenflächen zeigen den Kirchenpatron von Reiterswiesen, den hl. Laurentius von Rom, mit seinen Insignien Buch und Rost sowie Kaspar, einen der Heiligen Drei Könige, dem Namenspatron von Kasparus Weipert, dessen Name unter der Figur eingemeißelt ist. Kasparus Weippert ist in den Pfarrmatrikeln in den Jahren 1620 bis 1622 im Zusammenhang mit der Taufe seiner Kinder als „Hoffbauer zu Bottenleben“ nachgewiesen; für das Jahr 1635 gibt es Sterbeeinträge für ihn und seine Frau Dorothea Weippertin. Daraus ergibt sich, dass Jörg Borst als sein Nachfolger auf dem Hofgut der Bodenlaube einige Tage nach dem Unfall den Bildstock für Kaspar Weipppert stiftete.